# Monastisch

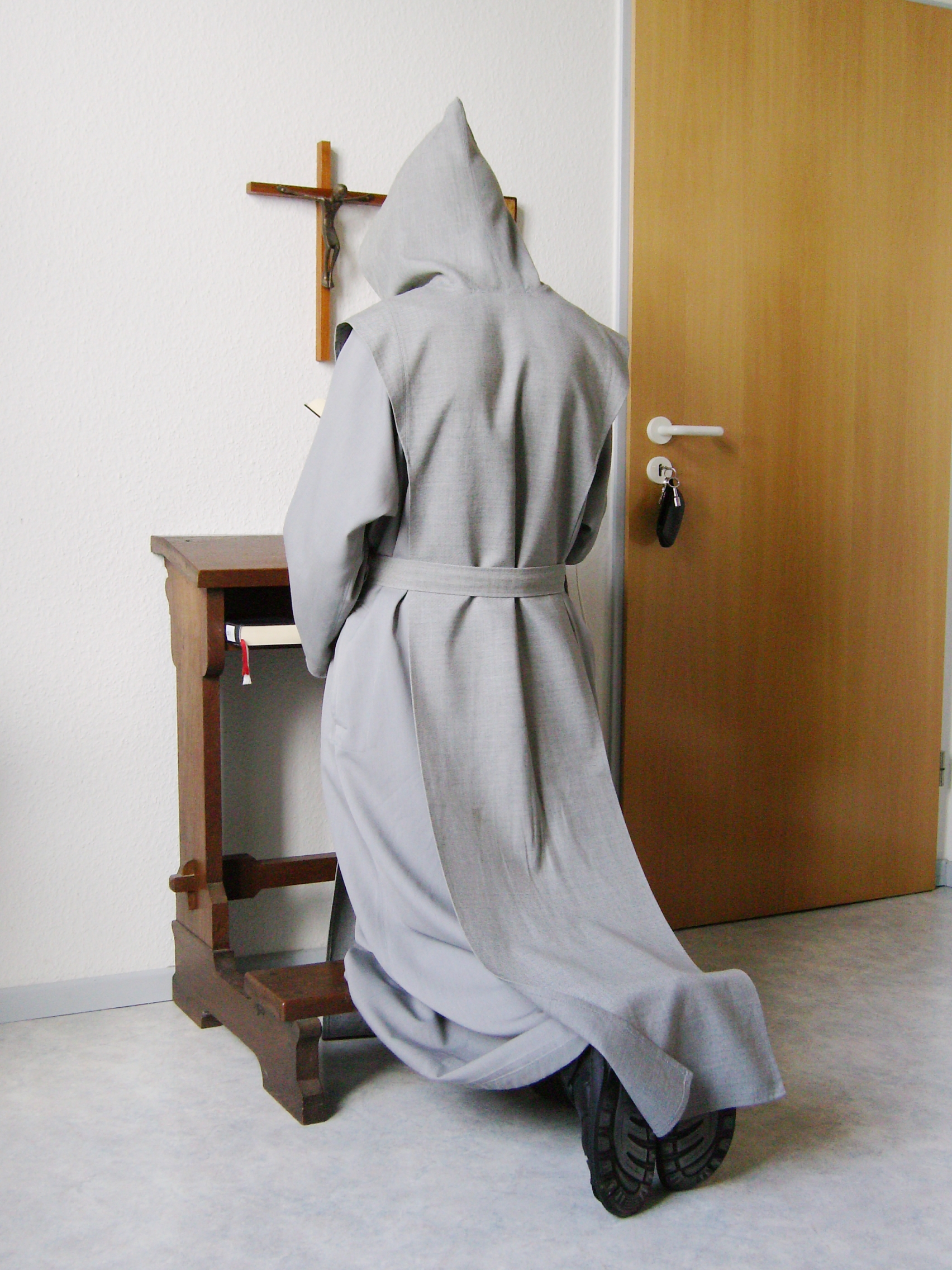
Trappist beim Gebet in seiner Zelle

Das Eigenschaftswort monastisch („mönchisch“, „klösterlich“) ist ein Fachausdruck der Theologie, der Kirchengeschichte und der Religionswissenschaft. Er bezeichnet das, was die mönchische Lebensform von anderen abhebt oder das, was sie eigenständig hervorgebracht hat. Der Ausdruck wurde von christlichen Autoren der Antike geprägt, wird aber heute auch für andere – insbesondere buddhistische – Phänomene des Mönchtums verwendet.      

## Etymologie
Der Ursprung des Wortes liegt im altgriechischen Adjektiv μοναστικός monastikós, das von lateinischsprachigen antiken Autoren in der Form monasticus latinisiert wurde. In antiken und mittelalterlichen Texten wird monasticus („mönchisch“) zur Bezeichnung der mönchischen Disziplin, Lebensweise, Kleidung, Ausbildung usw. verwendet.

## Monastische Orden
Unter monastischen Orden versteht man Ordensgemeinschaften in der katholischen Kirche, deren Mitglieder ein Leben in der klösterlichen Abgeschiedenheit der Klausur führen. Sie widmen sich überwiegend dem Gebet, vor allem dem feierlichen Stundengebet, das sie im Auftrag der Kirche öffentlich vollziehen, und der Kontemplation. Zu den monastischen Orden gehören Mönchsorden und Ordenszweige für Nonnen. Hauptsächlich sind es Benediktiner und Benediktinerinnen, Zisterzienser und Zisterzienserinnen, Trappisten und Trappistinnen, Kamaldulenser, Kartäuser, die Unbeschuhten Karmelitinnen wie auch die Karmelitinnen des alten Ordenszweigs, Klarissen, Klarissen-Kapuzinerinnen und davon abgeleitete Reformorden sowie der zweite Orden des Predigerordens (Dominikanerinnen). Nur Angehörige dieser Orden werden als Mönche und Nonnen bezeichnet; in den übrigen Ordensgemeinschaften spricht man von Ordensbrüdern oder -priestern und von Ordensschwestern. Während die Mitglieder der monastischen Orden – aber auch der geistlichen Ritterorden, Bettelorden, Regularkanoniker und Regularkleriker – feierliche Gelübde ablegen, sind es bei den Mitgliedern von Kongregationen sogenannte einfache Gelübde.

## Monastische Theologie
In der theologiegeschichtlichen Forschung wird der 1946 von Jean Leclercq eingeführte Begriff „monastische Theologie“ verwendet. Es handelt sich – im Gegensatz zur scholastischen Theologie – um einen Typus theologischen Arbeitens, der sich an den Bedürfnissen des klösterlichen Lebens orientiert. Dabei geht es um Erfahrungen und Fragen, die mit der monastischen Lebensform verbunden sind. Ihren Höhepunkt erreichte die monastische Theologie im Werk Bernhards von Clairvaux.